# Actinotaenium rufescens
Actinotaenium rufescens  là một loài Song tinh tảo trong họ Desmidiaceae, thuộc chi Actinotaenium.